# Riccardo Calcagno
Riccardo Calcagno, italijanski general, * 1872, † 1953.